# Sherilyn Fenn
Sherilyn Fenn (sinh ngày 01/02/1965) là một diễn viên Mỹ. Fenn được công chúng chú ý khi tham gia bộ phim truyền hình Twin Peaks, cũng như vai diễn trong các phim: Of Mice and Men, Ruby, Boxing Helena, Rude Awakening, Two Moon Junction và Liz: The Elizabeth Taylor Story.

## Danh mục phim
| Năm  | Tên phim                        | Vai diễn                       | Ghi chú                   |
| ---- | ------------------------------- | ------------------------------ | ------------------------- |
| 1984 | The Wild Life                   | Penny Harlin                   |                           |
| 1985 | Out of Control                  | Katie                          |                           |
| 1985 | Just One of the Guys            | Sandy                          |                           |
| 1985 | Dummies                         |                                | AFI short film            |
| 1986 | Thrashin'                       | Velvet                         |                           |
| 1986 | The Wraith                      | Keri Johnson                   |                           |
| 1987 | Zombie High                     | Suzi                           |                           |
| 1988 | Two Moon Junction               | April Delongpre                |                           |
| 1989 | Crime Zone                      | Helen                          |                           |
| 1989 | True Blood                      | Jennifer Scott                 |                           |
| 1990 | Backstreet Dreams               | Lucy                           |                           |
| 1990 | Wild at Heart                   | Girl in accident               |                           |
| 1990 | Meridian                        | Catherine Bomarzini            |                           |
| 1991 | Desire and Hell at Sunset Motel | Bridget 'Bridey' DeSoto        |                           |
| 1991 | Diary of a Hitman               | Jain Zidzyck                   |                           |
| 1992 | Ruby                            | Sheryl Ann 'Candy Cane' DuJean | also song performer       |
| 1992 | Of Mice and Men                 | Curley's wife                  |                           |
| 1993 | Three of Hearts                 | Ellen Armstrong                |                           |
| 1993 | Boxing Helena                   | Helena                         |                           |
| 1993 | Fatal Instinct                  | Laura Lincolnberry             |                           |
| 1997 | Lovelife                        | Molly                          |                           |
| 1997 | Just Write                      | Amanda Clark                   |                           |
| 1998 | The Shadow Men                  | Dez Wilson                     |                           |
| 1998 | Outside Ozona                   | Marcy Duggan Rice              |                           |
| 1999 | Darkness Falls                  | Sally Driscoll                 |                           |
| 2000 | Cement                          | Lyndel Holt                    |                           |
| 2003 | Swindle                         | Sophie Zenn                    |                           |
| 2003 | The United States of Leland     | Angela Calderon                |                           |
| 2003 | Dream Warrior                   | Sterling                       |                           |
| 2006 | Novel Romance                   | Liza Normane Stewart           |                           |
| 2007 | Treasure Raiders                | Lena                           |                           |
| 2009 | Fist of the Warrior             | Katie Barnes                   | aka Lesser of Three Evils |
| 2009 | The Scenesters                  | A.D.A. Barbara Dietrichson     |                           |
| 2012 | Raze                            | Elizabeth                      | hậu kỳ                    |

| Năm  | Tên phim                            | Vai diễn                         | Ghi chú |
| ---- | ----------------------------------- | -------------------------------- | --- |
| 1984 | Silence of the Heart                | Monica                           | CBS Phim truyền hình |
| 1985 | Cheers                              | Gabrielle                        | Tập 4.04 "The Groom Wore Clearasil" |
| 1987 | 21 Jump Street                      | Diane Nelson                     | Tập 1.09 "Blindsided" |
| 1987 | Tales from the Hollywood Hills      | Betty                            | Tập "A Table at Ciro's" |
| 1988 | Divided We Stand                    | Lorraine                         | ABC TV pilot — not ordered to series |
| 1988 | ABC Afterschool Special             | Beth                             | Tập 17.2 "A Family Again" |
| 1989 | TV 101                              | Robin Zimmer                     | Tậps 1.07, 1.08 "The Last Temptation of Checker" (part 1&2) |
| 1990 | Twin Peaks                          | Audrey Horne                     | ABC TV series — series regular (1990–1991) Đề cử—Emmy Award for Outstanding Supporting Actress in a Drama Series Đề cử—Golden Globe Award for Best Supporting Actress – Series, Miniseries or Television Film |
| 1991 | Dillinger                           | Billie Frechette                 | ABC Phim truyền hình |
| 1994 | Spring Awakening                    | Margie                           | CBS Phim truyền hình |
| 1995 | Slave of Dreams                     | Zulaikha                         | Showtime Phim truyền hình |
| 1995 | Tales from the Crypt                | Erika                            | Tập 6.15 "You, Murderer" |
| 1995 | Liz: The Elizabeth Taylor Story     | Elizabeth Taylor                 | NBC miniseries |
| 1996 | A Season in Purgatory               | Kit Bradley                      | CBS miniseries |
| 1997 | Friends                             | Ginger                           | Tập 3.14 "The One with Phoebe's Ex-Partner" |
| 1997 | The Don's Analyst                   | Isabella Leoni                   | TMC Phim truyền hình |
| 1997 | Prey                                | Dr. Sloan Larkin                 | original pilot—also known as Hungry for Survival |
| 1998 | Nightmare Street                    | Joanna Burke / Sarah Randolph    | ABC Phim truyền hình |
| 1998 | Rude Awakening                      | Billie Frank                     | Showtime TV series — lead (1998–2001) |
| 1998 | Cupid                               | Helen Davis                      | Tập 1.07 "Pick-Up Schticks" |
| 1999 | Love, American Style                | Nancy                            | segment "Love And The Jealous Lover" |
| 2001 | The Outer Limits                    | Nora Griffiths / Nora's clone    | Tập 7.07 "Replica" |
| 2001 | Night Visions                       | Charlotte                        | Tập 1.08 "Used Car" |
| 2001 | Blind Men                           |                                  | CBS TV pilot—not ordered to series |
| 2001 | Off Season                          | Patty Winslow                    | Showtime Phim truyền hình |
| 2002 | Watching Ellie                      | Vanessa                          | Tậps 1.05 "Cheetos", 1.07 "Gift" |
| 2002 | Dawson's Creek                      | Alexandra 'Alex' Pearl           | Tậps 5.20 "Separate Ways (Worlds Apart)", 5.21 "After Hours", 5.22 "The Abby" |
| 2002 | Birds of Prey                       | Dr. Harleen Quinzel/Harley Quinn | original pilot |
| 2002 | Scent of Danger                     | Brenna Shaw                      | Phim truyền hình |
| 2002 | Law & Order: Special Victims Unit   | Gloria Stanfield                 | Tập 4.02 "Deception" |
| 2003 | Nightwaves                          | Shelby Naylor                    | Phim truyền hình |
| 2003 | Gilmore Girls                       | Sasha                            | Tập 3.21 "Here Comes the Son" — backdoor pilot for spin-off, not ordered to series |
| 2003 | Boston Public                       | Violet Montgomery                | recurring (2003–2004) |
| 2004 | Cavedweller                         | M.T.                             | Showtime Phim truyền hình |
| 2004 | NCIS                                | Jane Doe/Suzzanne McNeil         | Tập 1.10 "Left for Dead" |
| 2004 | Century Cities                      | Bree Clemens                     | Tập 1.07 "The Face Was Familiar" |
| 2004 | Mister Ed                           | Carlotta Pope                    | Fox TV pilot — not ordered to series |
| 2004 | Pop Rocks                           | Allison Harden                   | ABC Phim truyền hình |
| 2005 | Officer Down                        | Kathryn Shaunessy                | Phim truyền hình |
| 2005 | Deadly Isolation                    | Susan Mandaway                   | Phim truyền hình |
| 2005 | Judging Amy                         | Heather Reid                     | Tập 6.22 "My Name Is Amy Gray..." |
| 2005 | The 4400                            | Jean DeLynn Baker                | Tập 2.7 "Carrier" |
| 2006 | Presumed Dead                       | Det. Mary Anne 'Coop' Cooper     | Phim truyền hình |
| 2006 | Gilmore Girls                       | Anna Nardini                     | The WB/The CW TV series — recurring (2006–2007) |
| 2006 | CSI: Miami                          | Gwen Creighton                   | Tập 4.22 "Open Water" |
| 2006 | Three Moons Over Milford            | Janet Davis                      | original pilot |
| 2006 | Smith                               | Debbie Turkenson                 | Tập 1.06 "Six" |
| 2007 | The Dukes of Hazzard: The Beginning | Lulu Hogg                        | ABC Phim truyền hình |
| 2008 | House M.D.                          | Mrs. Soellner                    | Tập 5.11 "Joy to the World" |
| 2009 | In Plain Sight                      | Helen Trask/Helen Traylen        | Tập 2.13 "Let's Get It Ahn" |
| 2010 | Psych                               | Maudette Hornsby                 | Tập 5.12 "Dual Spires" |
| 2012 | Bigfoot                             | Sheriff Becky Alvarez            | Syfy Phim truyền hình |
| 2012 | Project: Phoenix                    | Ellena Hyland                    | web series pilot |
| 2013 | Magic City                          | Madame Renee                     | in production |